# Ali Türkan
Ali Türkan (* 1. August 1987 in Boğazlıyan) ist ein türkischer Fußballtorhüter.

## Karriere
Türkan begann mit dem Vereinsfußball in der Jugend von Kayserispor. Nachdem dieser Verein im Sommer 2004 mit dem Partnerverein Kayseri Erciyesspor seine Namens- und Wettbewerbsrechte umgetauscht hatte, spielte Türken fortan in der Nachwuchsabteilung von Erciyesspor. Im Januar 2006 erhielt er hier zwar einen Profivertrag, spielte aber bis zum Sommer 2008 weiterhin für die Nachwuchs- bzw. Reservemannschaften. Mit der Saison 2008/09 war er Teil der Profimannschaft und absolvierte bis zur Winterpause drei Zweitligaspiele. Für die nächste Rückrunde wurde er mit Yimpaş Yozgatspor an den Drittligisten seiner Heimatprovinz  Yozgat ausgeliehen. Auch in der nächsten Saison befand sich Türkan als Ersatzkeeper in der Hinrunde im Kader und wurde für die Rückrunde erneut ausgeliehen. 
Im Sommer 2012 verließ er Erciyesspor und wechselte zum Drittligisten Hatayspor. Nach einer Saison zog er innerhalb der Liga zu İnegölspor weiter. Hier spielte er zwei Spielzeiten lang.
Zur Saison 2014/15 wechselte Türkan zum Drittligisten Bandırmaspor. Hier eroberte er sich auf Anhieb einen Stammplatz. Im Sommer 2016 wurde er mit diesem Klub Play-off-Sieger der TFF 2. Lig und stieg mit ihm in die TFF 1. Lig auf.

## Erfolge
Mit Bandırmaspor
- Meister der TFF 2. Lig und Aufstieg in die TFF 1. Lig: 2015/16